# Catania (tỉnh)
Catania (Tiếng Ý: Provincia di Catania; tiếng Sicilia: Pruvincia di Catania) là một tỉnh cũ ở vùng đảo tự trị Sicilia tại Ý. Tỉnh lỵ là thành phố Catania. Từ năm 2015, tỉnh Catania bị thay thế bằng thành phố trung tâm Catania.
Tỉnh này có diện tích 3.552 km², tổng dân số là 1.073.881 người (2005). Có 58 đô thị (tiếng Ý:comuni) ở trong tỉnh này , xem các đô thị của tỉnh Catania. Các đô thị chính xếp theo dân số là:
| Đô thị                | Dân số  |
| --------------------- | ------- |
| Catania               | 305.717 |
| Acireale              | 52.394  |
| Paternò               | 49.006  |
| Misterbianco          | 46.251  |
| Caltagirone           | 39.299  |
| Adrano                | 35.779  |
| Gravina di Catania    | 28.018  |
| Aci Catena            | 27.992  |
| Giarre                | 26.821  |
| Mascalucia            | 26.284  |
| Biancavilla           | 23.308  |
| Belpasso              | 22.032  |
| Tremestieri Etneo     | 21.362  |
| San Giovanni la Punta | 20.526  |
| Bronte. Sicilia       | 19.147  |
| Aci Castello          | 18.084  |
| Scordia               | 17.168  |
| Aci Sant'Antonio      | 16.796  |
| Palagonia             | 16.393  |

Tỉnh này giáp Biển Ionia về phía đông, giáp tỉnh Messina về phía bắc, tỉnh Enna và tỉnh Caltanissetta về phía tây, giáp tỉnh Siracusa về tỉnh Ragusa về phía nam.